# کریزوئین رزورسینول
کریزوئین رزورسینول (به انگلیسی: Chrysoine resorcinol) یک ترکیب شیمیایی با شناسه پاب‌کم ۶۰۹۳۱۸۶ است. شکل ظاهری این ترکیب، جامد زرد-نارنجی است.